# Stazione di Valkenburg
La stazione di Valkenburg è la principale stazione ferroviaria di Valkenburg aan de Geul, Paesi Bassi.